# پی‌ایی‌جی ۴۰۰
پی‌ایی‌جی ۴۰۰ (به انگلیسی: PEG 400) با فرمول شیمیایی ۳۸۰-۴۲۰ g/mol یک ترکیب شیمیایی  است. شکل ظاهری این ترکیب، Polyethylene glycol است.